# Taimy Fernández
Taimy Fernández Martínez (Pinar del Río, 29 luglio 1982) è un'ex cestista cubana.

## Carriera
Con Cuba ha disputato i Campionati mondiali del 2014 e quattro edizioni dei Campionati americani (2007, 2009, 2011, 2013).